# 小国郷循環バス
小国郷循環バス（おぐにごうじゅんかんバス）は、かつて熊本県阿蘇郡小国町と南小国町が共同で運行していたコミュニティバス。コミュニティバス時代の愛称は「ぐる〜とバス」であった。産交バスが運行する一般路線バスへ移行し、2021年10月1日に両町が運行開始した小国郷中心市街地バス「にじバス」へコミュニティバスとしての役割を継承した。
本項では、小国郷中心市街地バス「にじバス」についても後述する。

## 小国郷循環バス
- 右廻り循環と左廻り循環の2ルートからなる。
- 2017年10月1日にダイヤ改正を実施した[1]

### 路線

#### 右回り循環
- ゆうステーション - 公立病院入口 - 小国中央 - 小国大橋口 - 宮の下 - 皿山 - 松原（黒川） - 駄原 - 坂本（小国） - 深松 - 上田 - 永江観音 - 広田 - 旗返し - 波居原 - 波居原公民館前 - 長迫 - 高鼻 - 下田原 - 田の原 - 薬師温泉入口 - 黒川保育所前 - 黒川 - 東黒川 - 白川入口 - 白川温泉 - 白川集会場前 - 白川下 - 小田温泉 - バイパス田原 - 満願寺入口 - 動馬木 - 荒倉 - 竹の熊 - 市原上町 - 南小国農協前 - 南小国役場前 - 矢津田 - 下矢津田 - めぐり渕 - 関田 - 小国郷農協前 - 田迎 - 小国高校前 - 蔵原 - 公立病院入口 - ゆうステーション

毎日運行。平日4往復8便、土休日3往復6便（2008年時点では全日1日4便）。

#### 左回り循環
- ゆうステーション - 公立病院入口 - 蔵原 - 小国高校前 - 田迎 - 小国郷農協前 - 関田 - めぐり渕 - 下矢津田 - 矢津田 - 南小国役場前 - 南小国農協前 - 市原上町 - 竹の熊 - 荒倉 - 動馬木 - 満願寺入口 - バイパス田原 - 小田温泉 - 白川下 - 白川集会場前 - 白川温泉 - 白川入口 - 東黒川 - 黒川 - 黒川保育所前 - 薬師温泉入口 - 田の原 - 下田原 - 高鼻 - 長迫 - 波居原公民館前 - 波居原 - 旗返し - 広田 - 永江観音 - 上田 - 深松 - 坂本（小国） - 駄原 - 松原（黒川） - 皿山 - 宮の下 - 小国大橋口 - 小国中央 - 公立病院入口 - ゆうステーション

毎日運行、全日1日3往復6便（2008年時点では1日2便）。

### 運行内容
- 運行会社：産交バス阿蘇営業所
- 運賃：一般路線と同様の対キロ多区間運賃（均一運賃ではない）。
- 運賃支払いには現金のほか、SUNQパス（全種類）、わくわく1dayパス（熊本県内版のみ）、くまモンのIC CARD、クレジットカードなどによるタッチ決済が利用可能。

### 車両
車両は、通常の一般路線用小型車を使用する。
コミュニティバス時代は、観光タイプの小型車（三菱ふそう・エアロミディMJ）が専属で使用され、車体には山を背景に杉や温泉を象ったイラストが描かれていた。一般路線への移行後、専用車両は一般路線色カラーに塗り替えられて引き続き使用された（のち運用離脱）。

## 小国郷中心市街地バス
小国郷中心市街地バス（おぐにごうちゅうしんしがいちバス）は、2021年10月1日より、熊本県阿蘇郡小国町と南小国町が共同で運行するコミュニティバス。愛称は「にじバス」。由来は「両町を結ぶ虹の架け橋となるように」という想いから、公募の結果採用された。
小国町では中心部の宮原地区の交通網が手薄で、南小国町は食料品・雑貨などの小売店舗がないため小国町に買い物に行く住民が多く、さらには交通弱者対策も含め、両町でつくる「小国郷地域公共交通会議」が2020年から共同運行に向けて協議の末、運行開始が決定した。
全便平日のみの運行で、土日祝日は運休。

### 「にじバス」の路線
- 上りは「郵便局前」に停車しない。
- 下りは「上広瀬」に停車しない。
- 上り1便目と5便目のみ「小学校通り」に停車しない。
- 上り・下りとも、月曜日から金曜日（祝日を除く）、1日5便運行。

#### 小国方面 (上り)
- 温泉館きよら - 市原本町 - 市原 - 南小国町農協前 - 南小国町郵便局 - 蓮田クリニック - 南小国町役場 - きよらカアサ - ドラモリ - 関田 - 仁瀬上 - 仁瀬下 - 悠愛 - JA - 田迎 - 小国高校前 - 倉原 - フレイン - 熊本銀行前 - ゆうステーション - けやき広場 - 公立病院 - 肥後銀行前 - 小学校通り - 帯田住宅 - 帯田 - 宮の下 - 小国大橋口 - 小国町役場 - (郵便局前) - (上広瀬) - 柏田住宅前

#### 南小国方面 (下り)
小国方面（上り）の逆回り。

### 「にじバス」の運行内容
- 運行は地元の運送会社[どこ?]に委託している。
- 運賃は、大人200円・子供（小学生以下）100円の均一運賃だが、両町間を跨いで乗車する際は追加運賃（大人運賃で100円）がかかる。
- 運賃支払いは現金のみで、専用回数券はない。また、SUNQパスや交通系ICカード、クレジットカードなどは一切使用できない。

### 「にじバス」の車両
- 専用車両は、両町が国の交付金を活用して購入した、ジャンボタクシー形式の10人乗りワンボックスカー（トヨタ・ハイエース）を2台使用する。